# 千葉県立船橋東高等学校
千葉県立船橋東高等学校（ちばけんりつ ふなばしひがしこうとうがっこう）は、千葉県船橋市芝山二丁目にある県立高等学校。

## 設置学科
- 普通科

## 概要
千葉県の県立高校。文武両道を掲げている。

## 服装

### 日常時
- 定められた服装があり、創立当時から詰襟（以下学ラン）かブレザー又はスラックスとなっていて、私服登校は禁止されている。
  - 学ランのボタンの上部分を2つ以上あけていると指導されることがある。腰パンなども同様。2008年度から学ランの下は必ずワイシャツを着なければならず、スウェットを着る事は禁止され、カラーも着用することとされた。
  - 夏季以外はネクタイの着用を義務付けられている。
  - 寒さ対策のカーディガンは2006年から許可された。ただし上にブレザーなどを着用しなければならない。
  - 2008年度から上着は授業中含め原則着用となった。

### 運動着
- ジャージと上半身部分用の指定体操服がある。
  - ジャージは学年色と同色となっている。
  - 上下のジャージ（共に長袖）があるが、下半身部分は動き易いものならば私物の短パンでも可とされている。ただし、上半身部分は下に体操服を着用することとなっている。
  - 2009年度入学生から、ジャージのデザインが変更された。

### 式典時
- ここでいう式典とは入学式（上級生は不参加）・対面式・離任式・始業式・終業式・修了式のことを指す。
- 式典時は正装とする。
  - 校章・クラス章の着用が義務付けられている（ただし修了式の場合は前日にクラス章が回収されてしまうため例外で着用義務はない）。
  - また、ネクタイ・ベストの着用がそれぞれ義務付けられている（ただし学ランのホックまでしめる必要はない。ネクタイを完全にしめる必要はなく、スカートについても普段通りの長さでも指導されない）。ただし、カーディガンを着用してはいけない。
  - もしどれか不足が見つかった場合式典後生徒育成部（一般的に言う生徒指導部にあたる）より指導があり、2008年度から厳格化されたとされる。

## 最寄駅
- 飯山満駅徒歩15分
- 高根木戸駅徒歩25分
- 高根公団駅徒歩20分

## 沿革
- 1971年 - 千葉県立船橋東高等学校設置告示。
- 1972年 - 開校式・入学式挙行
- 1972年 - 仮設校舎にて授業開始。
- 1973年 - 校歌制定
- 1974年 - 普通教室棟竣工、体育館・特別教室棟竣工
- 1975年 - 管理棟竣工。学校群制度実施。船橋、薬園台、市立船橋、市立習志野、八千代と共に第2学校群に編成される。
- 1972年 - 中庭造園竣工、校舎落成記念式典挙行
- 1978年 - 単独選抜制度に改められる。
- 1981年 - 体育館附属施設設置
- 1983年 - トレーニング室完成、プール竣工・LL機器設置
- 1987年 - スタンド工事竣工
- 1988年 - 窯場作業所竣工
- 1990年 - 体育倉庫・部室竣工
- 1991年 - パーソナルコンピュータ設置、AET拠点校
- 1992年 - 創立20周年記念中庭整備工事竣工、県教育委員会帰国子女研究指定校、特色ある学校づくり（国際理解教育）県教委指定
- 1993年 - 英語コース設置
- 1994年 - 図書室冷暖房設置工事竣工
- 1995年 - グランド・テニスコート整備工事竣工、千葉県高等学校国際交流事業指定校となる、ニュージーランド クラヌイカレッジとの姉妹校提携
- 1996年 - ニュージーランド交換留学生5名、職員1名来校
- 1998年 - 管理棟玄関・普通教室棟昇降口・スロープ設置工事竣工
- 1999年 - 教育用パーソナルコンピュータ設置、インターネット設置、語学演習装置設置
- 2002年 - 校内LAN整備工事
- 2004年 - 教育用パーソナルコンピュータ設置
- 2007年 - 教室棟冷房設置工事竣工
- 2009年 - 体育館耐震工事竣工
- 2012年 - 教室棟耐震工事竣工（ベランダ撤去）、特別棟耐震工事竣工
- 2014年 - 正門改修工事竣工
- 2015年 - 管理棟耐震工事竣工

## 定期考査・模擬試験

### 概要
- 年に5回の定期考査と年に数回の全員参加（3年時の一部模試を除く）の模擬試験を行う。
- 数学・英語以外はすべて担当教師によってテストが違う。平均点もクラスによって異なり、また定期考査においては学年順位は出ない。
- 成績については、各教科・各担当教師のテストの平均点を考慮したうえで付けられている。
- 実技教科は期末考査のみの実施。1年時は情報・保健、2年時は家庭・保健となる。
- 水泳の授業はない。

## クラス構成
- 各学年クラス名にはアルファベットが付けられる。
- 3年次のクラス替えは文系と理系に分けて行う。
- 1クラス40名前後で構成される。

## 学校行事
- 4月 - 入学式・着任式・離任式
- 5月 - 校外ホームルーム（全学年）・1学期中間考査
- 7月 - 進研模試（2,3年）・1学期期末考査
- 9月 - 河合模試（3年）飛翔祭文化・体育の部（文化祭）
- 10月 - 修学旅行（2年）・2学期中間考査・実力テスト（模試）
- 11月 - 芸術鑑賞会
- 12月 - 2学期期末考査・転入学考査
- 1月 - 学年末考査（3年）
- 2月 - 実力テスト（模試/1,2年）マラソン大会(1,2年)・特色ある入学者選抜・一般入試（1日目）
- 3月 - 一般入試（2日目）・一般入試合格発表・卒業式・学年末考査（1,2年）・入学許可候補者説明会・転入学考査

### 校外HR
- 毎年クラス替えが行われ、クラスメートとの交流をはかるために、全校生徒がそれぞれ違うところへ行く。
- 行き先は年ごとに異なる。また3年ではクラスごとで別の行き先になることが多い。

### 文化祭
- 名称は「飛翔祭」。この名称は千葉市立稲毛高等学校・附属中学校などでも使用されている。
- 文化の部 - 1・2年生は主に販売・娯楽を中心に行う。演劇は8団体と決められているため、慣例的に3年生が行っている。1日に何度か上演されるため、たとえ1度見逃しても、次の公演を待って鑑賞することができる。
  - 2011年度より水泳部がアーティスティックスイミングを行っている。
  - 吹奏楽部は校門付近でパフォーマンスを披露しており、雨天時のみ体育館だったが、平成26年度より全日体育館となった。

### 異文化交流会
- 毎年1年次に行われる。候補に上がった国の講師を呼んでその国の文化に触れようという試みである。しかし近年は行われていない。
- 国の選択肢が数カ国あるのだが、国の選択肢の地域が偏っていることなどにより、生徒の人気は高いものではなかった。

### 芸術鑑賞会
- 全学年合同で近くのホールを借り切って行われる。
- 音楽・古典芸能・演劇を一年ごとに鑑賞する。2015年度は古典芸能であった。

## 生徒会活動
- 会長1名、副会長2名、執行委員11名から構成される。
- 定期テスト1週間前は、基本的に部活動を含む全ての生徒会活動は停止となる（禁止ではない）。
- 生徒会活動に毎年30万が使用されている。

### 部活動
- ○がついている部は関東大会出場・◎がついている部は全国大会出場。
- 前述の通り定期テスト1週間前は基本的に生徒会活動停止となっているが、自主的にトレーニングをする生徒が数名いるのが現状である。

- ○陸上競技部
- ◎水泳（◎競泳・水球）
- バレーボール部
- バスケットボール部
- サッカー部
- ハンドボール部
- 卓球部
- 硬式テニス部
- ソフトテニス部
- ソフトボール部
- 硬式野球部
- 柔道部
- 剣道部
- ◎空手道部
- ◎山岳部
- バドミントン部
- ◎吹奏楽部
- 文芸部（2014年度に漫画研究部と統合）
- 理科部
- 美術部
- 合唱部
- フォークロック部
- 英語部
- 茶道部
- コンピュータ部
- 写真部
- 華道部
- ボランティア同好会

毎年数名が関東大会などへ進出するなど活躍を見せている。

## 著名な卒業生
- 川崎昭如 - 教授
- 松下哲哉 - 水泳
- 横田砂選 - リポーター
- 木幡美子 - フジテレビ総務局次長兼CSR推進室部長
- 三橋貴明 - 経済評論家
- 小林直己 - EXILEおよび三代目 J SOUL BROTHERSのメンバー
- 小栗克裕 - 作曲家
- 渡邉雄朗 - ボートレーサー・公認会計士
- 足立清紀 - アナウンサー
- 岸本理沙 - フジテレビアナウンサー

## 施設
- 教室棟：4階建て×8教室＋半教室（4階-1年教室、3階-2年教室、2階-3年教室、1階-書道室・社会科教室・昇降口、更衣室）
  - なお教室棟ではLANが整備されているので、ケーブルを挿入すれば教室内からのインターネットも使用可能。
  - 2007年度から普通教室に冷房装置と暖房器具が設置される。
  - 飲料の自販機は昇降口外に2台、教室棟1階に3台（うち1台はAED装備）設置されている。
  - 購買は一階廊下にある。3・4時間目の業間休みと昼休みに一般店が販売に来る。飲食物のみの取り扱いで文具は販売していない。
- 管理棟 : 4階建て（4階-音楽室・視聴覚室、3階-図書室・LL教室・茶道室・作法室、2階-会議室・職員室・印刷室・進路室　進路指導室・放送室、1階-職員玄関・事務室・校長室・応接室・美術室）
- 特別棟：4階建て（4階-地学室・生物室、3階-化学講義室・化学実験室、2階-コンピュータ室・物理実験室、1階-被服室・調理室）

- 体育館：2階建て（2階-アリーナ・ステージ、1階-トレーニング室・柔道場・剣道場・体育教官室）
- プレハブ棟 : 3階建て（2,3階-倉庫、1階-フォークロック部部室）
- グラウンド : 野球場、サッカーグラウンド、陸上トラック
- テニスコート : 6面
- ハンドボールコート : 1面
- 部室 : 2階建て×10室
- プール : 25m×7コース、水深1.3-1.5m、水球設備設置